# 엽기적인 그녀
《엽기적인 그녀》는 대한민국에서 2000년, 2016년(개정판)에 출간된 책이자 2001년 개봉한 동명의 영화 제목이다. 온라인으로 연재된 연애 회고록에 기반을 두고 있으며, 책은 연재분을, 영화는 연재분과는 차이를 보이는 각색된 내용을 담고 있다. 영화의 경우 곽재용이 감독, 차태현, 전지현이 주연했으며, 로맨틱 코미디를 표방한다.
원래의 내용은 "견우74"라는 필명의 작가가 자신의 연애담을 1999년 8월부터 나우누리 유머란에 연재한 것이며, 총 51회의 연재로 되어있다. 《엽기적인 그녀》라는 제목은 연재물에서 그녀를 만나는 과정인 1-3회의 제목으로부터 따온 것이다. 연재물의 인기로 말미암아 위작이 동일 게시판에 올라온 사건이 있었으며, 2000년 1월 22일에는 《엽기적인 그녀》라는 제목의 책으로 출간되었다.
2001년 개봉된 영화 《엽기적인 그녀》는 국내에서 큰 성공을 거두었다. 일본에서 중국, 대만, 필리핀, 홍콩과 싱가포르에 이르는 동아시아 지역에 두루 배급되며 블록버스터 시장을 강타했으며, 일각에서는 이를 《타이타닉》에 비교하기도 한다. 이 영화는 미국내의 아시아계 미국인들 사이에서 가장 유명한 한국 영화의 하나가 되었다.
2008년에는 초난강, 다나카 레나를 주연으로 일본에서 드라마로 리메이크 되었다.

## 줄거리

### 1부
이 영화는 남성 공학단과대학 학생 견우와 '그녀'(영화에서 이름이 언급되지 않음)의 사랑 이야기를 다룬다. 견우는 좀처럼 로맨스를 잡지 못하는 것처럼 보인다. 그들의 성격은 "일반적으로 아시아 사회에서 남성성과 여성성과 전통적으로 연관된 특징"과 반대된다.
어느 날, 대학 친구들과 저녁 식사와 술을 마시던 견우는 어머니로부터 전화를 받는데, 고모 집에 들러 소개 상대를 만나보라는 내용이었다. 고모 집으로 가는 기차역에서 그는 술 취한 여자가 기차가 다가오는데도 위태롭게 플랫폼 가장자리에 서 있는 것을 목격하고, 간신히 그녀를 안전한 곳으로 끌어당긴다. 기차 안에서 견우는 자신의 '이상형'인 여자에게서 눈을 뗄 수 없었지만, 그녀의 만취 상태에 역겨움을 느낀다. 마침내 그녀는 승객에게 토하고 기절하지만, 그 전에 견우를 "자기"라고 부른다. 승객은 격하게 견우를 꾸짖으며 그의 "여자친구"를 돌보라고 말한다. 완전히 당황한 견우는 그녀를 지하철 플랫폼 벤치에 두고 가지만, 양심의 가책을 느껴 그녀를 안전하게 가까운 호텔로 데려간다. 여자가 침대에서 의식을 잃은 채 쓰러져 있는 동안 그녀의 전화가 울리고 견우는 전화를 받는다. 그는 여자의 행방에 대해 모호하게 답하고, 아마도 GPS 추적을 통해 경찰이 방을 급습하고 견우는 최루탄을 맞고 감옥에 간다. 다음날 아침 감옥에서 집으로 보내진 그는 놀랍게도 여자에게서 전화를 받는다. 여자는 전날 밤 무슨 일이 일어났는지 알아야 한다며 기차역 근처에서 만나자고 요구한다. 한국의 소주를 마시며 여자는 울고, 전날 남자친구와 헤어졌음을 고백하고 완전히 취해서 같은 호텔로 다시 가게 된다. 이렇게 그녀와 그의 우스꽝스럽게 불운한 관계가 시작된다.
호텔에서 두 번째 밤을 보낸 후, 그녀는 그의 삶에 더 적극적인 부분이 되기 시작한다. 그녀는 대학에 있는 견우를 찾아와 수업 도중 끌어내면서 선생님에게 견우가 곧 낙태될 자신의 아기의 아버지라고 말한다. 여자의 기분은 기쁨에서 완전히 폭력적으로 급변하지만, 견우는 이를 견디고 그녀가 재미 삼아 자신을 학대하게 놔둔다.
그녀는 장래의 각본가이며, 영화 전반에 걸쳐 견우에게 다른 장르의 세 가지 각본을 준다. 첫 번째는 액션 영화인 '철거 터미네이터'로, 성 역할을 바꿔 무력한 연인(견우)을 여자가 구하는 것을 상징적으로 보여준다. 두 번째는 한국 단편 소설인 '소나기'를 기괴하게 왜곡한 것으로, 여자가 죽은 후 아직 살아있는 연인과 함께 묻어달라고 부탁한다. 마지막은 무협/사무라이 영화를 풍자한 것으로, 클리셰와 시대착오로 가득하다. 세 영화 모두 같은 공통점이 있다. 여자는 미래에서 왔다는 것이다.
견우가 견뎌야 하는 모든 끔찍한 일에도 불구하고 그는 여자의 고통을 치료하는 데 도움을 주기로 결심한다. 그는 그녀의 생일에 그녀를 놀라게 해주기로 결정하고 밤에 놀이공원으로 데려가는데, 이는 그가 계획했던 것과는 완전히 다르게 끝난다. 두 사람은 탈영병을 만나 인질로 잡히고 버림받은 후의 비참함에 대해 욕설을 퍼붓는다. 견우는 그녀를 풀어주도록 설득하고, 그녀는 다시 군인을 설득하여 견우를 풀어주고 자신의 삶을 살며 다른 사랑을 추구하도록 한다.

### 2부
그녀와 견우의 관계는 좋아진다. 그녀의 견우에 대한 잔인한 대우는 애정을 표현하는 방식이었고, 두 사람은 더 가까워진다. 하루 종일 함께 시간을 보낸 후, 그는 비가 쏟아지는 비를 맞으며 그녀를 집까지 바래다주고 그녀는 습관성 음주자인 아버지를 만나라고 요구한다. 그녀의 부모는 견우를 좋아하지 않았고, 떠날 때 그는 그녀와 어머니 사이에 벌어진 관계에 대한 격렬한 논쟁을 우연히 듣게 된다. 그는 한동안 그녀에게서 소식을 듣지 못하고 그녀 없는 삶이 시작된다.
그러나 어느 날 그녀는 그에게 전화를 걸어 그들의 100일 기념일을 축하하기 위해 수업 중에 장미를 가져오라고 말한다(그녀는 여대를 다닌다). 그는 그렇게 하고, 붐비는 강당에 음식 배달원으로 위장하고 그녀가 무대에서 요한 파헬벨의 '파헬벨의 캐논'에 대한 변주곡인 조지 윈스턴의 멜로디를 피아노로 연주하는 것을 지켜보는 감동적이고 낭만적인 장면으로 이어진다. 그는 그녀에게 장미를 선물하고 두 사람은 포옹하며 반 친구들은 그의 낭만적인 행동에 박수를 보낸다. 축하의 일환으로 그들은 고등학교 교복을 입고 술집과 클럽에 함께 간다. 그녀는 취하고 견우가 그녀를 등에 업고 갈 때 낯선 사람이 그에게 콘돔을 몰래 준다. 견우는 그녀를 안에 내려주고 집에서 다시 부모님에게 마주친다. 아버지는 그를 심문하고 주머니를 비우라고 강요하는데, 그는 부끄럽게도 콘돔을 내놓는다. 그녀의 아버지는 두 사람에게 헤어지라고 요구한다.
그녀는 다시는 그에게 연락하지 않았고 견우는 당연히 그들이 헤어졌다고 생각했는데, 어느 날 갑자기 그녀는 소개팅을 하고 있다며 저녁 식사를 위해 견우에게 만나자고 전화한다. 여자는 견우를 데이트 상대에게 소개하는데, 그는 그녀가 견우에 대해 너무 좋게 말하는 것을 듣고 견우가 그녀의 좋은 친구라고 생각한다. 두 사람 사이에는 분명한 어색함이 있기 때문에 그녀는 평소와 달리 부드럽고 상냥하다. 그녀는 화장실에 간다고 양해를 구하고 헤어짐을 잘 처리하지 못하고 있는 것 같다. 여자는 테이블로 돌아와 견우가 사라진 것을 본다. 그는 그녀가 화장실에 있는 동안 떠났지만, 소개팅 상대에게 그녀의 행복을 보장하기 위해 따라야 할 열 가지 규칙을 제시했다. 열 가지 모두 그들이 서로 겪었던 경험을 바탕으로 한다.

1. 여자다운거 요구하지 마시구여.
2. 술은 절대로 3잔 이상 먹이면 안되구요. 아무나 패거든요.
3. 까페 가면 콜라나 주스 마시지 말고 커피 드세요.
4. 가끔 때리면 안아파도 아픈 척하거나, 아파도 안 아픈 척하는걸 좋아해요.
5. 만난지 100일 되면 강의실로 찾아가 장미꽃 한 송이 내밀어 보세요. 디게 좋아할꺼에요.
6. 검도하고 스쿼시는 꼭 배우세요.
7. 가끔 유치장 가는 것도 감수할 수 있어야 되구요.
8. 가끔 죽인다고 협박하면 정말로 죽을지도 모른다고 생각하세요. 그래야 마음이 편해요.
9. 가끔 다리가 아프다고 그러면 신발을 바꿔 신어주세요.
10. 쟤 글쓰는 거 좋아하거든요. 칭찬많이 해주세요

소개팅 상대가 이 규칙들을 그녀에게 읊어주자 그녀는 견우가 자신을 얼마나 잘 이해하는지 깨닫고 그에 대한 사랑을 깨닫는다. 그녀는 데이트 상대를 갑자기 떠나 지하철역에서 견우를 찾는다.
그들은 여러 번 스쳐 지나가지만, 결코 마주치지 않는다. 그래서 그녀는 지하철 보안 사무실에 들어가 보안 모니터를 본다. 그녀는 그가 플랫폼 가장자리에 서 있는 것을 본다(처음에 그녀가 그랬던 것처럼). 직원이 마이크로 안내 방송을 하는 동안 그녀는 그의 이름을 소리친다. 그는 듣고 사무실에서 재회한다.
재회하자 두 사람은 관계의 전환점에 있다는 것을 깨닫지만, 알 수 없는 이유로 여자는 헤어질 때가 되었다고 결정한다. 행복했던 시간을 기념하기 위해 두 사람은 서로에게 편지를 쓰고 시골 산에 있는 특정 나무 아래 "타임캡슐"에 묻는다. 그들은 2년 후 나무에서 다시 만나 편지를 함께 읽기로 약속한다. "타임캡슐"을 묻은 후 그들은 각자의 길을 영원히 간다.

### 오랜 시간 후
2년 동안 견우는 자신을 발전시키기 위해 열심히 노력한다. 그는 겐도와 스쿼시를 연습하고 수영을 배운다. 시간을 보내기 위해 그는 블로그에 여자의 연애 경험에 대해 쓰기 시작하는데, 이는 대처 수단이었다. 그의 이야기는 너무 유명해져 영화 제작자들에게 편지를 영화로 만들자고 제안받는다. 여자의 평생 꿈이 자신의 각본 중 하나가 영화로 만들어지는 것이었기 때문에 그는 매우 기뻐한다. 그는 이 소식을 너무나 절실히 공유하고 싶지만, 다시 만나기로 약속한 날까지 기다리기로 한다.
2년이 지났고 약속한 날 그는 산 정상의 나무로 가지만, 여자는 나타나지 않는다. 그는 그녀가 나타나기를 바라며 매일 타임캡슐을 열지 않고 찾아오지만, 그녀는 결코 나타나지 않는다. 결국 그는 타임캡슐을 열고 그녀의 편지를 읽고 그녀의 불안과 행동의 근본 원인을 알게 된다. 견우는 그녀가 만나기 전에 사망한 이전 남자친구를 떠올리게 한다는 것이다. 그들이 기차 플랫폼에서 만난 날, 그녀는 사망한 남자친구의 어머니가 주선한 소개팅을 가기로 되어 있었는데, 그녀는 그와 깊은 유대감을 유지하고 있었다. 견우와의 우연한 만남 때문에 그녀의 일부는 전 남자친구가 두 사람을 만나게 한 것이라고 느끼며 그와 사랑에 빠진 것에 대해 죄책감을 느낀다. 그녀는 치유하고 전 남자친구에게서 벗어나기 위해 혼자만의 시간이 필요하다.
견우가 나무를 방문한 지 1년 후, 여자가 드디어 도착한다. 나무 아래에는 한 노인이 앉아 있다. 그녀는 1년 전 나무에서 누군가를 만나기로 했지만 용기가 부족했다고 밝힌다. 그녀는 진정으로 그와 함께할 운명이라면 운명이 그들을 다시 만나게 할 것이라고 믿었다. 대화 중에 노인은 나무의 비밀을 밝힌다. 그것은 같은 나무가 아니며 원래 나무는 1년 전에 번개에 맞아 죽었고 젊은 남자가 자신의 특별한 사람이 슬퍼하지 않도록 비슷한 나무를 심었다는 것이다. 나무는 죽었고 두 조각으로 갈라져 있었다. 소녀가 그의 편지를 읽은 후, 그녀는 견우에게 계속 전화를 시도하지만, 연락이 닿지 않는다.
얼마 후, 여자는 기차를 타고 있는데, 한 남자가 타려 하자마자 문이 닫힌다. 그녀는 그에게 등을 돌리고 있어서 그가 견우라는 것을 깨닫지 못한다. 견우는 그녀인 것을 깨닫고 플랫폼을 따라 기차를 쫓지만 소용이 없다. 그들은 다시 마주치지 못한다.
알고 보니, 여자는 사망한 남자친구의 어머니와 점심 식사를 하러 가는 길이었고, 어머니는 그녀의 조카를 그녀에게 소개팅 상대로 소개해줄 계획이었다. 조카가 도착하고 그는 견우인 것으로 밝혀진다. 알고 보니 견우는 그녀가 수년 동안 여자에게 소개해주려고 했던 남자였다. 어머니는 그들이 서로에게 좋은 상대가 될 이유를 제시하지만, 견우와 여자는 서로의 눈을 바라보느라 너무 바쁘다. 어머니는 "두 사람 아는 사이니?"라고 묻는다. 카메라는 멀어지고 그들은 테이블 밑에서 손을 잡고 있다.

## 캐스팅
- 차태현 - 견우
- 전지현 - 그녀
- 김인문 - 견우 부
- 송옥숙 - 견우 모
- 한진희 - 그녀 부
- 현숙희 - 그녀 모
- 김일우 - 다섯쌍둥이 (여관주인, 종업원, 자해공갈단, 역장, 수위)
- 서동원 - 탈영병 역
- 임호 - 맞선남 역
- 양금석 - 특별출연
- 박찬유 - 게이녀 역
- 유순철 - 노인 역
- 오기환 - 지하철 대머리 노인 역
- 박선아 - 여경 목소리 역

## 수상 및 후보
2001년
- 제 22회 청룡영화상 신인남우상 (차태현)

2002년
- 제 13회 유바리국제판타스틱영화제 영판타스틱 대상 (곽재용)
- 제 25회 황금촬영상 시상식 신인 남우상 (차태현)
- 제 39회 대종상 영화제 각색상 (곽재용), 여우주연상 (전지현)

2004년
- 제 27회 일본 아카데미상 우수 외국작품상

2003년
- 제 22회 홍콩금상장영화제 아시아영화상 (곽재용)

## 같이 보기
- 대한민국의 영화
- 한류